# Morrow (Luisiana)
Morrow es un lugar designado por el censo ubicado en el parroquia de St. Landry en el estado estadounidense de Luisiana. En el censo de 2020 tenía una población de 149 habitantes y una densidad poblacional de 53,79 habitantes por km². Fue incluido como CDP en el censo de 2020. 

## Geografía
Morrow se encuentra ubicado en las coordenadas 30°49′51″N 92°05′05″O / 30.83083, -92.08472. Según la Oficina del Censo de los Estados Unidos,  tiene una superficie total de 2,77 km², de la cual 2,76 km² corresponden a tierra firme y 0,01 km² a agua.